# Dzięki za każde nowe rano
Dzięki za każde nowe rano (cz. Díky za každé nové ráno) – czeski film z 1993 roku wyreżyserowany przez Milana Šteindlera na podstawie powieści Haliny Pawlowskiej.
Tytuł filmu jest jednakowy z tytułem popularnej piosenki chrześcijańskiej, tłumaczonej także na język czeski i polski.

## Opis fabuły
Główną bohaterką utworu jest Olga Hakunděková, marząca o karierze literackiej. Film ukazuje perypetie czechosłowackiej rodziny w latach 70. XX wieku, w okresie normalizacji po praskiej wiośnie. Oryginalną postać Rusina z Zakarpacia wykreował Franciszek Pieczka (nominowany do Czeskiego Lwa za rolę pierwszoplanową).

## Obsada
- Barbora Hrzánová, jako Lenka
- Ivana Chýlková, jako Olga
- Alena Vránová, jako matka
- Franciszek Pieczka, jako ojciec
- Halina Pawlowská, jako Vasilina
- Milan Šteindler, jako funkcjonariusz StB
- Jiří Langmajer, jako Honza
- Karel Heřmánek, jako Orest
- Tomáš Hanák, jako Lesik
- Petr Čepek, jako sławny pisarz
- Szidi Tobias, jako Romka
- Miroslav Etzler, jako Mirek